# Давос Сіворт
Да́вос Сіворт (англ. Davos Seaworth) — персонаж серії фентезі-романів «Пісня льоду й полум'я» американського письменника Джорджа Мартіна. Є одним із центральних персонажів серії, від особи якого ведеться частина розділів романів.
В телесеріалі «Гра престолів» роль Давоса Сіворта виконує ірландський актор Ліам Каннінгем. В серіалі Давос Сіворт вперше з'являється у другому сезоні і є основним персонажем.

## Роль в сюжеті

### Битва Королів
Після смерті короля Роберта Баратеона, його брат —  Станіс послав Давоса на переговори з Штормовими Лордами з метою залучити їх на свій бік, однак останні відмовилися приєднатися через свою відданість молодшому братові  Станіса — Ренлі Баратеону, лорду Штормової Межі.
Давос був присутній на бенкеті, де загинув Мейстер Крессен. Смерть Мейстера — один із факторів, що налаштували Давоса проти жриці Мелісандри. Давос був присутній при спаленні ідолів, після чого відправився в плавання, щоб донести послання Станіса до простого народу. Приєднався до військ  Станіса вже після смерті Ренлі, брав участь в переговорах з Кортні Пенрозом. Потім, за наказом  Станіса, провіз Мелісандру в тунелі під Штормовою Межею і став свідком народження тіні, що вбила Ренлі Баратеона.
Відправився з флотом  Станіса до Королівської Гавані, брав участь в битві на Чорноводній. Як досвідчений моряк, він запідозрив пастку, проте адмірал флоту Імрі Флорент був позбавлений подібної інтуіції і, як наслідок, флот  Станіса зазнав нищівної поразки. В цьому бою загинуло четверо старших сина Давоса, які також командували іншими кораблями або займали на них важливі пости.

### Буря Мечів
Втративши в бою свій власний корабель, Давос дивом зумів врятуватися. Він надовго затримав подих і почав тонути, що, очевидно, призвело до втрати свідомості. Прийшов до тями він на невеликій скелі в затоці Чорноводної. Деякий час Давос страждав від голоду, спраги і негоди, поки, вже змирившись з неминучим, не помітив вітрило галери «Танцюристка Шайя». Цей корабель доставив лицаря до Драконового Каменю, де він планував вбити Мелісандру, однак жриця обхитрувала його: Давоса було схоплено і замкнено у в'язниці.
Пізніше його звільнили. За вірність королю  Станісу Давос отримав титули лорда Дощового Лісу, адмірала Вузького Моря і правиці короля. Навколо нього об'єдналися люди, що були проти Мелісандри, серед яких були кузен  Станіса — Ендрю Естермонт і герої битви на Чорноводній: Джеральд Говер і Ролланд Шторм. Саме вони врятували племінника короля, Едріка Шторма від ритуального спалення. Цей вчинок ледь не коштував Давосу голови, однак йому вдалося переконати  Станіса в тому, що він робить помилку і що їм потрібно вирушати до Стіни. Давос супроводжував  Станіса в Східній Варті біля Моря, пізніше був відправлений на переговори в Білу Гавань.

### Бенкет Стерв'ятників
У цій книзі Давос не з'являвся. Мейстер Піцель повідомив Серсі Ланністер, що лорд Білої Гавані — Віман Мандерлей, вже перейшов на бік Залізного Трону, стратив Давоса і вивісив його голову та руки на міській стіні. Втім, з книги точно не відомо, чи був це насправді Давос Сіворт.

### Танець з драконами
Давос не зміг дістатись до Білої Гавані через сильний шторм. Салладор Саан був змушений висадити його. На суші Давос все-таки опинився в ув'язненні — на острові Милої Сестри його знали як контрабандиста і тому схопили, коли він намагався переправитися на материк. Від місцевого лорда Годріка Боррелла Давос дізнався, що в Білу Гавань вже прибули Фреї. Вони привезли з собою рештки одного з двох його полонених синів, і тепер Мандерлеї і Фреї хочуть укласти шлюбний союз. Давосу вдається переконати Бореллі дозволити йому покинути острів. Після прибуття в Білу гавань Давос дізнається, що лорд Мандерлей збирає армію. У безвиході, Давос вирішив безпосередньо звернутися до лорда. Віман Мандерлей відмовив йому в особистій аудієнції і натомість розіграв цілий спектакль, в якому оголосив Давоса зрадником; за наказом лорда Давоса взяли під варту і потім ніби-то стратили. Однак через кілька днів лорд Мандерлей зустрівся з Давосом і повідомив йому, що замість нього був страчений злочинець, схожий на нього, і що він пішов на цей трюк заради збереження єдиного сина лорда Вімана. Мандерлей представив для Давоса німого зброєносця Теона Грейджоя — Векса, який пережив штурм Вінтерфелла і повідав справжню історію того дня. З його розповіді стало відомо, що двоє Старків врятувалися, і що Біла Гавань з її прапороносцями готові принести присягу  Станісу, якщо Давос віднайде справжнього спадкоємця Вінтерфелла.

### Вітри зими
Давос був відправлений в експедицію на пошуки Рікона Старка, імовірно на Скагос.

## Список Давоса Сіворта
| Ім'я                | Злочин                | Кара                  | Символізм |
| ------------------- | --------------------- | --------------------- | --- |
| Мелісандра Ашайська | Убивця Ширен Баратеон | Померла своєю смертю. | Мелісандра Ашайська як Червона Жриця була представницею Сил Світла. Своє життя вона присвятила Перемозі над Королем Ночі і Армією Мертвих — представниками Сил Темряви. Після перемоги над Силами Темряви вона вважала основну свою життєву місію виконаною. |